# 東漢康陵
康陵，是中国即位年龄最小的皇帝汉殇帝刘隆的陵园，位于河南省洛龙区。
汉和帝元兴元年（105年）十二月廿二，汉殇帝即位。汉殇帝延平元年（106年）八月，汉殇帝驾崩。九月，汉殇帝葬在其父汉和帝慎陵茔中庚地。2008年，作为皇陵南兆域的一部分入选第五批河南省文物保护单位。2013年5月，作为洛南东汉帝陵的一部分被国务院核定公布为第七批全国重点文物保护单位。